# Victor Boniface
Victor Boniface Okoh (Akure, 2000. december 23. –) nigériai válogatott labdarúgó, a német Bayer Leverkusen csatárja.

## Pályafutása
Boniface Nigériában született. Az ifjúsági pályafutását a Real Sapphire akadémiájánál kezdte.
2019. március 4-én profi szerződést írt alá a norvég első osztályban érdekelt Bodø/Glimt együttesével. Először a 2019. szeptember 22-ei, Ranheim elleni mérkőzés 74. percében Ole Amund Sveen cseréjeként lépett pályára. Első gólját 2019. december 1-jén, a Molde ellen 4–2-re elvesztett találkozón szerezte. 2020. augusztus 27-én, a Žalgiris ellen 6–1-re megnyert Európa-liga mérkőzésen szintén betalált a hálóba. A csapattal a 2020-as és a 2021-es szezonban is megszerezte a bajnoki címet.
2022. augusztus 1-jén a belga Union SG csapatához igazolt. Először a 2022. augusztus 13-ai, Kortrijk ellen 2–1-re megnyert mérkőzésen lépett pályára. Első gólját 2022. augusztus 28-án, az Anderlecht ellen hazai pályán 2–1-es győzelemmel zárult találkozón szerezte meg. A 2022–2023-as Európa-liga gólkirálya lett Marcus Rashforddal közösen, valamint bekerült a szezon csapatába is.
2023. július 22-én ötévre szerződtette a Bayer Leverkusen csapata.

## Statisztikák
2023. június 4. szerint
| Klub       | Szezon   | Osztály        | Bajnokság | Bajnokság | Kupa  | Kupa | Nemzetközi | Nemzetközi | Összesen | Összesen |
| Klub       | Szezon   | Osztály        | Meccs     | Gól       | Meccs | Gól  | Meccs      | Gól        | Meccs    | Gól      |
| ---------- | -------- | -------------- | --------- | --------- | ----- | ---- | ---------- | ---------- | -------- | -------- |
| Bodø/Glimt | 2019     | Eliteserien    | 8         | 1         | 0     | 0    | 0          | 0          | 8        | 1        |
| Bodø/Glimt | 2020     | Eliteserien    | 24        | 6         | 0     | 0    | 3          | 2          | 27       | 8        |
| Bodø/Glimt | 2021     | Eliteserien    | 1         | 0         | 0     | 0    | 0          | 0          | 1        | 0        |
| Bodø/Glimt | 2022     | Eliteserien    | 15        | 6         | 5     | 3    | 10         | 5          | 30       | 14       |
| Bodø/Glimt | Összesen | Összesen       | 48        | 13        | 5     | 3    | 13         | 7          | 66       | 23       |
| Union SG   | 2022–23  | Jupiler League | 37        | 9         | 4     | 2    | 10         | 6          | 51       | 17       |
| Összesen   | Összesen | Összesen       | 85        | 22        | 9     | 5    | 23         | 13         | 117      | 40       |

## Sikerei, díjai
- Bodø/Glimt
  - Eliteserien: 2020, 2021
- Bayer 04 Leverkusen
  - Német bajnok: 2023–24
  - Német kupa: 2023–24
  - Német szuperkupa: 2024

### Egyéni
- Az Európa-liga gólkirálya: 2022–2023 (6 góllal)[14]
- Az Európa-liga szezon csapatának tagja: 2022–2023
- Bundesliga – Hónap Tehetsége: 2023 augusztus,[15] 2023 szeptember, 2023 október, 2023 november
- Bundesliga – Hónap Játékosa: 2023 augusztus
- Bundesliga – Szezon csapatának tagja: 2023–24
- Bundesliga – A szezon ifjúsági játékosa: 2023–24